# Andrimont (Dison)
Andrimont is een dorp in de Belgische provincie Luik en een deelgemeente van de gemeente Dison. Tot 1 januari 1977 was het een zelfstandige gemeente. Tot Andrimont behoort ook het gehucht Ottomont.

## Etymologie
Mogelijk is de naam Andrimont afkomstig van Hadrianus Mont, naar Hadrianus, Romeins keizer van 117-138. Ook de afleiding van Andarici Mons, naar de eigennaam Andaric, is mogelijk.

## Geschiedenis
Het gebied van Andrimont was reeds in de prehistorie bewoond. Er werden in de Grottes de la Chantoire overblijfselen uit deze tijd gevonden. In 1825 werden Gallo-Romeinse graven gevonden nabij het Kasteel van Andrimont. Vanouds hoorde Andrimont bij het Markgraafschap Franchimont, dat vanaf de 16e eeuw de facto was opgenomen in het Prinsbisdom Luik.
In 1795 werd Andrimont bij de annexatie van de Zuidelijke Nederlanden door de Franse Republiek opgenomen in het toen gevormde departement Ourthe. In 1797 werd het een zelfstandige gemeente, die in 1977 opging in de fusiegemeente Dison.

## Bezienswaardigheden
- Kasteel van Andrimont
- Kasteel van Ottomont
- Sint-Laurentiuskerk
- Sint-Rochuskerk in het gehucht Fonds-de-Loup
- Onze-Lieve-Vrouw-Onbevlekt-Ontvangenkerk in de wijk Renoupré
- Sint-Theresia van het Kind Jezuskerk in de wijk Ottomont
- Ruïne van de Sint-Annakapel

## Natuur en landschap
Andrimont ligt op het Plateau van Herve, op een hoogte van ongeveer 290 meter. Ten zuiden hiervan gaat het land steil naar beneden naar het dal van de Vesder, en er zijn kliffen met daarin karstverschijnselen, zoals de Grottes de la Chantoire.

## Politiek
Andrimont had een eigen gemeentebestuur en burgemeester tot de gemeentelijke fusie van 1977. De laatste burgemeester was Yvan Ylieff, die na de fusie burgemeester werd van Dison. Burgemeesters waren:
- 1831-1848 : B.F. Mathieu
- 1848-1856 : Jacques Henrotte
- 1856-1869 : Henri-Joseph Proumen
- 1869-1874 : Barthélémy Jetteur
- 1874-1876 : Philippe Proumen
- 1876-1888 : Simon Gathoye
- 1889-1916 : Michel Pire
- 1916-1921 : Joseph Noirfalise (dienstdoend)
- 1921 : Jean Piette
- 1922-1945 : Jean Melein
- 1946-1964 : Jean Delclisar
- 1965-1972 : Pierre Miessen
- 1973-1976 : Yvan Ylieff

## Demografische ontwikkeling
Opm:1831 t/m 1970=volkstellingen; 1976=inwoneraantal op 31 december

## Nabijgelegen kernen
Hodimont, Dison, Elsaute, Dolhain

## Geboren
- Guillaume Marquet (1922), atleet